# ASCII Media Works
ASCII Media Works, Inc. (株式会社アスキー・メディアワークス, Kabushiki kaisha Asukī Media Wākusu) é uma editora japonesa do Kadokawa Group, fundada em 1 de abril de 2008, sendo o resultado da fusão entre a ASCII e a MediaWorks, em que a MediaWorks legalmente absorveu a ASCII. Apesar disso, o ex-presidente da ASCII, Kiyoshi Takano, tornou-se o presidente da ASCII Media Works. A empresa é especializada na publicação de livros, revistas de entretenimento e informática, mangás e jogos eletrônicos.

## Revistas publicadas
| - ASCII Cloud - Character Parfait - Comic@loid - Dengeki Arcade Game - Dengeki Bunko Magazine - Dengeki Daioh - Dengeki G's Magazine - Dengeki Girl's Style - Dengeki Hime - Dengeki Hobby Magazine | - Dengeki Maoh - Dengeki Nintendo - Dengeki PlayStation - Hoshi Navi - MacPeople - Mobile ASCII - Sylph - Ubuntu Magazine Japan - Weekly ASCII |